# Publy
Publy ist eine französische Gemeinde im Département Jura in der Region Bourgogne-Franche-Comté.

## Geographie
Publy liegt auf 525 m, etwa acht Kilometer südöstlich der Stadt Lons-le-Saunier (Luftlinie). Das Haufendorf erstreckt sich im Jura, im Süden des Plateau Lédonien (erstes Juraplateau), zwischen dem Erosionstal des Creux de Revigny im Westen und den Höhen der Côte de l’Heute im Osten.
Die Fläche des 15,18 km² großen Gemeindegebiets umfasst einen Abschnitt des französischen Juras. Der Hauptteil des Gebietes wird von der Ebene des Plateau Lédonien eingenommen, die durchschnittlich auf 530 m liegt und teils von Acker- und Wiesland, teils von Wald (Bois des Epaisses) bestanden ist. Das Plateau besitzt keine oberirdischen Fließgewässer, weil das Niederschlagswasser im verkarsteten Untergrund versickert. Im Westen reicht der Gemeindeboden bis an den Rand des Creux de Revigny. Im Osten wird das Plateau durch den Kamm der Côte de l’Heute begrenzt, auf dem mit 669 m beim Château de Beauregard die höchste Erhebung von Publy erreicht wird. Ein kleiner Anteil des Gemeindeareals liegt östlich der Côte de l’Heute in der Senke der Combe d’Ain.
Zu Publy gehören der Weiler Binans (540 m) in einer Mulde am Westfuß der Côte de l’Heute sowie einige Einzelhöfe. Nachbargemeinden von Publy sind Conliège, Vevy und Verges im Norden, Blye und Mesnois im Osten, Nogna und Poids-de-Fiole im Süden sowie Revigny im Westen.

## Geschichte
Das Gemeindegebiet von Publy war bereits in vorgeschichtlicher Zeit und während der gallorömischen Zeit besiedelt. Erstmals urkundlich erwähnt werden Publy und Binans in einer Bulle des Papstes Anastasius IV. im Jahr 1153. Im 13. Jahrhundert wurden Publy gewisse Freiheitsrechte zugesprochen. Es gehörte im Mittelalter zur Herrschaft Binans. Während der Belagerung von Lons-le-Saunier gewährte die Burg Binans der Bevölkerung von Conliège Schutz. Auf Befehl des Königs Ludwig XIV. wurden die Burgen Binans und Beauregard abgerissen. Zusammen mit der Franche-Comté gelangte Publy mit dem Frieden von Nimwegen 1678 an Frankreich. Zu einer Gebietsveränderung kam es 1824, als das vorher selbständige Binans nach Publy eingemeindet wurde.

## Sehenswürdigkeiten
Die heutige Pfarrkirche Saint-Nicolas in Publy wurde im 15. Jahrhundert errichtet und 1593 mit dem Bau der Kapelle Sainte-Barbe erweitert. Die Seitenkapelle Saint-Renorbert wurde 1695 hinzugefügt. Vom ehemaligen Château de Binans sind die Ruinen erhalten: die Umfassungsmauer, der untere Teil des romanischen Bergfrieds, die Grundmauern des Herrschaftshauses sowie die Salle des Dames. Der große viereckige Bergfried des Château de Beauregard, das vermutlich im 10. Jahrhundert von den Herren von Coligny erbaut worden war, ist ein Ausflugsziel und bietet einen schönen Rundblick über die Umgebung.

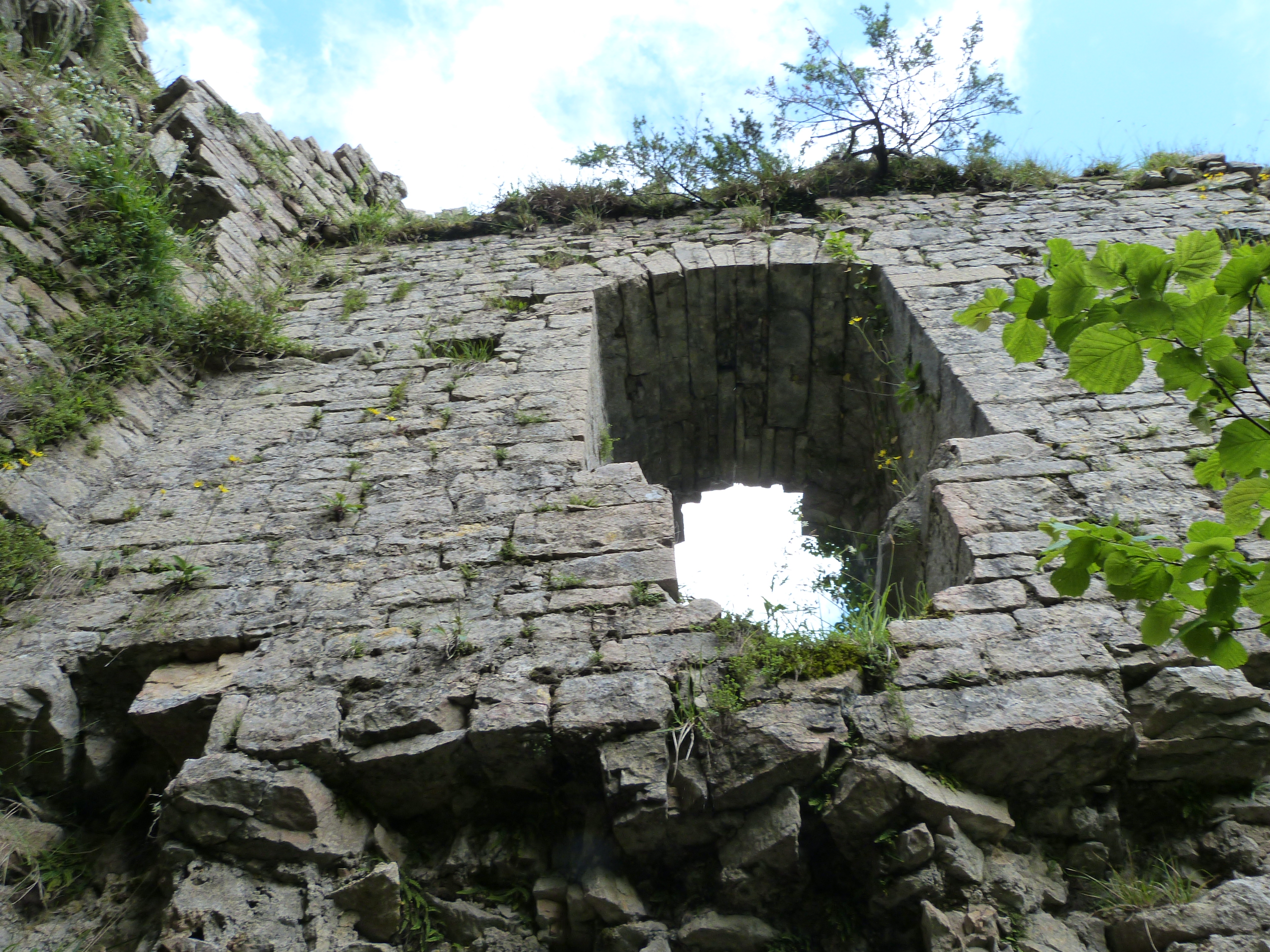
Ruinen des Château de Beauregard
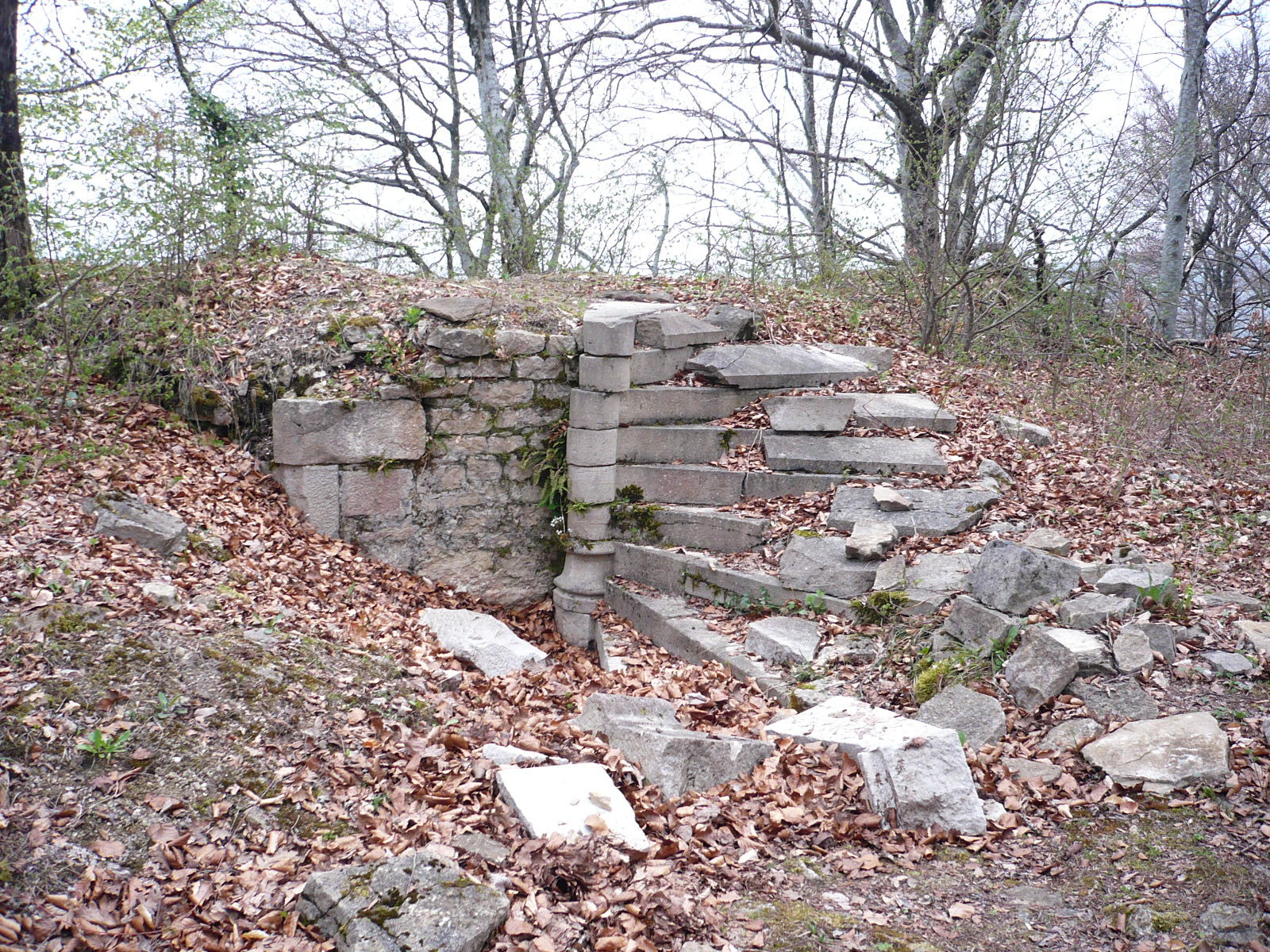
Reste des Château de Binans

## Bevölkerung
| Jahr                       | 1962 | 1968 | 1975 | 1982 | 1990 | 1999 | 2005 | 2018 |
| Einwohner                  | 291  | 290  | 248  | 281  | 287  | 262  | 288  | 284  |
| Quellen: Cassini und INSEE |      |      |      |      |      |      |      |      |

Mit 276 Einwohnern (Stand 1. Januar 2022) gehört Publy zu den kleinen Gemeinden des Départements Jura. Nachdem die Einwohnerzahl in der ersten Hälfte des 20. Jahrhunderts deutlich abgenommen hatte (1891 wurden noch 433 Personen gezählt), wurden seit Beginn der 1980er Jahre nur noch geringe Schwankungen verzeichnet.

## Wirtschaft und Infrastruktur
Publy war bis weit ins 20. Jahrhundert hinein ein vorwiegend durch die Landwirtschaft und die Forstwirtschaft geprägtes Dorf. Daneben gibt es heute einige Betriebe des lokalen Kleingewerbes, darunter ein Unternehmen der Möbelherstellung und der Klimatisation. Mittlerweile hat sich das Dorf auch zu einer Wohngemeinde gewandelt. Viele Erwerbstätige sind Wegpendler, die in den größeren Ortschaften der Umgebung ihrer Arbeit nachgehen.
Die Ortschaft liegt abseits der größeren Durchgangsstraßen an einer Departementsstraße, die von Nogna nach Crançot führt. Weitere Straßenverbindungen bestehen mit Conliège und Verges.